# Georg Böhm (Tischtennisspieler)
Zsolt-Georg Böhm (* 17. April 1962 in Sălacea, Kreis Bihor) ist ein ehemaliger deutsch-ungarischer Tischtennisspieler und Buchautor, der in Rumänien geboren wurde.

## Zeit in Rumänien
Mit sieben Jahren begann Böhm Tischtennis zu spielen. Insgesamt 25 nationale Titel konnte er gewinnen. 1977, 1978, 1979 gewann er die Landesmeisterschaft der Jugend, 1978 und 1979 die Meisterschaft der Herren im Einzel (wobei er 1978 im Finale seinen Bruder Josef besiegte), 1977 und 1978 im Doppel mit seinem Bruder und fünfmal mit dem Verein CSM Cluj.
1978 wurde er Jugend-Europameister (im Doppel mit Simion Crișan), im Mixed mit Éva Ferenczi gewann er das Endspiel gegen das jugoslawische Paar Iztok Frank/Gordana Perkučin. 1980 nahm er noch für sein Geburtsland an der Europameisterschaft in Bern teil. Danach kehrte er nicht mehr nach Rumänien zurück und zog stattdessen nach Mörfelden bei Frankfurt am Main.

## Zeit in der Bundesrepublik Deutschland
In den 1980er und 1990er Jahren war er einer der stärksten Spieler in Deutschland. Er war sechsmal Meister im Einzel. Achtmal nahm er an Europameisterschaften und sechsmal an Weltmeisterschaften teil. Zwischen 1982 und 1993 bestritt er 102 Länderspiele. In seinem ersten Länderspiel, der Europaliga-Begegnung mit der CSSR im September 1982, gewann und verlor er jeweils ein Einzel. 1983, 1985 und 1987 wurde er Spieler des Jahres im DTTB.
Für negative Schlagzeilen sorgte Böhm bei der Europameisterschaft 1986 in Prag, als er nach einem Streit mit Bundestrainer Charles Roesch aus der Mannschaft ausgeschlossen wurde und ihm später vom Bundesgericht des DTTB eine Geldstrafe auferlegt wurde. Im Viertelfinale der Weltmeisterschaften 1987 in Neu Delhi siegte er in allen drei Spielen gegen Schweden. 1988 trat er bei den Olympischen Spielen an und gewann fünf Spiele im Einzel. Bei der Tischtennis-Europameisterschaft 1990 in Göteborg erzielte er die beste Bilanz in der Mannschaft. Im Mannschaftsfinale gewann er gegen Jan-Ove Waldner.
Heute (2025) ist er Pädagoge. Er spielt immer noch in der Oberliga in der 1. Mannschaft des TVB Nassau an der Lahn. 2023 wurde nach ihm in seinem Heimatdorf die neue Sporthalle benannt.

## Privat
Böhms Eltern waren beide Ärzte. Die Vorfahren seines Vaters stammen aus Schwaben und wanderten 1735 nach Rumänien aus. Sein Vater spielte in der rumänischen 1. Liga Tischtennis. Er hat einen zwei Jahre älteren Bruder namens Josef, der ihm im Dezember 1981 nach Deutschland folgte. Mitte der 1990er Jahre absolvierte Böhm ein Studium in Grundschulpädagogik und Sport. Seit Juli 1993 ist er mit der in Rumänien geborenen Susanne verheiratet. Er ist Vater von drei Kindern, wovon zwei aktiv Tischtennis spielen. 2013 veröffentlichte er seine Autobiographie Mein Wunder von Bern. 2018 erschien sein Roman Die Pontifex-Botschaft (ISBN 3-946635-09-1). Sein drittes Buch, die Fortsetzung seiner Autobiographie Offene Veränderung , erschien 2021. Drei Jahre später veröffentlichte er seinen zweiten Roman Die DNA-Schatulle.

## Erfolge
- Europameisterschaft der Senioren
  - 2013 Bremen – 3. Platz Einzel Ü50, 1. Platz Doppel Ü40 mit Andreas Fejer-Konnerth
  - 2022 Rimini – 1. Platz Einzel Ü60, 2. Platz Doppel Ü55 mit Andreas Fejer-Konnerth
  - 2025 Novi Sad – 1. Platz Einzel Ü60[7]
- Weltmeisterschaft der Senioren
  - 2018 Las Vegas – Sieg in der Altersklasse Ü55 im Doppel mit Traian Ciociu (Luxemburg)
  - 2023 Maskat – 1. Platz Einzel Ü60, 1. Platz Doppel Ü60 mit Boris Rosenberg
  - 2024 Rom – 3. Platz Einzel Ü60, 2. Platz Doppel Ü60 mit Andreas Fejer-Konnerth

- Nationale deutsche Meisterschaften
  - 1981 Böblingen – 2. Platz Einzel, 4. Platz Doppel (mit Jürgen Rebel)
  - 1982 Hannover – 1. Platz Einzel
  - 1983 Münster – 1. Platz Einzel
  - 1984 Hannover – 3. Platz Einzel, 1. Platz Doppel (mit Josef Böhm)
  - 1985 Saarbrücken – 1. Platz Einzel
  - 1986 Stadtallendorf – 1. Platz Einzel
  - 1987 Berlin – 1. Platz Einzel
  - 1988 Duisburg – 4. Platz Einzel, 2. Platz Mixed (mit Olga Nemes)
  - 1989 Böblingen – 2. Platz Einzel
  - 1990 Marburg – 4. Platz Einzel, 1. Platz Mixed (mit Jin-Sook Cords)
  - 1992 Rostock – 3. Platz Einzel
  - 1993 Münster – 3. Platz Einzel
  - 1995 Böblingen – 1. Platz Einzel

- Bundesranglistenturnier
  - 1981 Kleve – 1. Platz
  - 1982 Dautphetal – 2. Platz
  - 1983 Willstätt – 1. Platz
  - 1984 Geesthacht – 1. Platz
  - 1985 Löhne – 1. Platz
  - 1986 Kassel – 2. Platz
  - 1987 Solingen – 4. Platz
  - 1988 Elsenfeld – 4. Platz
  - 1988 Homburg – 1. Platz
  - 1989 Krefeld – 2. Platz
  - 1990 Berlin – 2. Platz
  - 1991 Groß-Bieberau – 2. Platz
  - 1992 Elsenfeld – 3. Platz
  - 1997 Kleve – 1. Platz

- Teilnahme an 6 Tischtennisweltmeisterschaften
  - 1979 in Pjöngjang: Teilnahme für Rumänien
  - 1983 in Tokio: 15. Platz mit Team
  - 1985 in Göteborg: 17. Platz mit Team
  - 1987 in Neu-Delhi: 7. Platz mit Team
  - 1989 in Dortmund: 7. Platz mit Team
  - 1991 in Chiba: 5. Platz mit Team

- Teilnahme an 8 Tischtennis-Europameisterschaften
  - 1978 in Duisburg: Teilnahme für Rumänien
  - 1980 in Bern: Teilnahme für Rumänien, 10. Platz mit Team
  - 1982 in Budapest: Teilnahme für Deutschland, nur Einzelwettbewerb
  - 1984 in Moskau: 9. Platz mit Team
  - 1986 in Prag: 8. Platz mit Team
  - 1988 in Paris: 6. Platz mit Team
  - 1990 in Göteborg: 2. Platz mit Team, Achtelfinale im Einzel
  - 1992 in Stuttgart: 3. Platz mit Team

- Worldcup
  - 1989: 5. Platz Einzel

- Europe TOP-12
  - 1988 in Ljubljana: 10. Platz
  - 1989 in Charleroi: 5. Platz

- Europaliga Gemischte Mannschaften
  - 1990: 2. Platz
  - 1991: 1. Platz

- European Nations Cup
  - 1991 in München: 1. Platz

- Europapokal der Landesmeister
  - 1986: 1. Platz mit ATSV Saarbrücken
  - 1987: 1. Platz mit TTC Zugbrücke Grenzau
  - 1988: 1. Platz mit TTC Zugbrücke Grenzau

- Internationale Meisterschaften
  - 1977 Spanien 3. Platz Einzel
  - 1977 Spanien 2. Platz Doppel
  - 1979 DDR: 2. Platz Doppel
  - 1979 DDR: 2. Platz Mixed
  - 1979 Bulgarien: 3. Platz Einzel
  - 1979 Griechenland: 1. Platz Einzel
  - 1980 Guernsey: 1. Platz Einzel
  - 1982 Korea: 3. Platz Einzel
  - 1983 Wales: 2. Platz Mixed
  - 1983 Italien: 3. Platz Doppel
  - 1984 England: 3. Platz Einzel
  - 1988 Frankreich: 3. Platz Einzel
  - 1988 Frankreich: 3. Platz Doppel
  - 1988 Deutschland: 3. Platz Einzel

- Deutsche Mannschaftsmeisterschaft
  - 1983: 1. Platz mit ATSV Saarbrücken
  - 1984: 1. Platz mit ATSV Saarbrücken
  - 1985: 1. Platz mit ATSV Saarbrücken
  - 1987: 1. Platz mit TTC Zugbrücke Grenzau
  - 1991: 1. Platz mit TTC Zugbrücke Grenzau
  - 1994: 1. Platz mit TTC Zugbrücke Grenzau

- Deutsche Pokalmeisterschaft
  - 1985: 1. Platz mit ATSV Saarbrücken
  - 1986: 1. Platz mit ATSV Saarbrücken
  - 1987: 1. Platz mit TTC Zugbrücke Grenzau
  - 1993: 1. Platz mit TTC Zugbrücke Grenzau

- Erfolge in der rumänischen Zeit
  - 1978 Europameisterschaft der Jugend: 1. Platz Doppel (mit Simion Crișan), 1. Platz Mixed (mit Éva Ferenczi)[1]
  - 1978 rumänischer Einzelmeister in Cluj
  - 1978 rumänischer Meister im Herren Doppel mit Josef Böhm
  - 1979 rumänischer Einzelmeister in Târgu Mureș

- Ranglisten
  - 1982–1988: 1. Platz in der deutschen Rangliste
  - 1988: 11. Platz europäischer Verband ETTU
  - 1990: 25. Platz in der ITTF-Weltrangliste

## Vereine
- 1969–1974 Sportclub Sălacea (Rumänien)
- 1974–1976 Sinteza Oradea (Rumänien)
- 1976–1980 CSM Cluj (Rumänien)
- 1980–1981 TTC Mörfelden
- 1981–1982 TTC Heusenstamm
- 1982–1986 ATSV Saarbrücken
- 1986–1996 TTC Zugbrücke Grenzau
- 1996–1999 TTK Würzburger Hofbräu
- 1999–2000 Hertha BSC (2. BL)
- 2000–2002 TTC Karlsruhe-Neureut
- 2002–2003 TTC Heusenstamm
- 2003–2007 Hertha BSC
- 2007–2008 TSV Schwalbe Tündern
- 2008–2010 TTC Hagen
- 2010–2011 Hertha BSC
- 2011–2013 TTC Hagen
- 2013–2014 TTC Wehrden
- 2014–2015 TTV Ronsdorf
- 2015–2025 TVB Nassau

## Turnierergebnisse
| Verband | Turnier                               | Jahr | Ort        | Land | Einzel           | Doppel           | Mixed      | Team |
| ------- | ------------------------------------- | ---- | ---------- | ---- | ---------------- | ---------------- | ---------- | ---- |
| ROU     | Balkan Meisterschaft                  | 1979 | Athen      | GRE  | Gold             |                  |            | Gold |
| FRG     | Europameisterschaft                   | 1990 | Göteborg   | SWE  | letzte 16        |                  |            | 2    |
| FRG     | Jugend-Europameisterschaft (Junioren) | 1978 | Barcelona  | ESP  |                  | Gold             | Gold       |      |
| FRG     | EURO-TOP12                            | 1989 | Charleroi  | BEL  | 5                |                  |            |      |
| FRG     | EURO-TOP12                            | 1988 | Ljubljana  | YUG  | 10               |                  |            |      |
| FRG     | Olympische Spiele                     | 1988 | Seoul      | KOR  | sofort ausgesch. | sofort ausgesch. |            |      |
| GER     | Weltmeisterschaft                     | 1991 | Chiba City | JPN  | letzte 32        | letzte 32        | letzte 128 | 5    |
| FRG     | Weltmeisterschaft                     | 1989 | Dortmund   | FRG  | letzte 128       | letzte 32        | letzte 128 | 7    |
| FRG     | Weltmeisterschaft                     | 1987 | New Delhi  | IND  | letzte 32        | letzte 32        | letzte 64  | 7    |
| FRG     | Weltmeisterschaft                     | 1985 | Göteborg   | SWE  | letzte 128       | letzte 64        | letzte 32  | 17   |
| FRG     | Weltmeisterschaft                     | 1983 | Tokio      | JPN  | letzte 64        | letzte 64        | letzte 64  | 15   |
| ROU     | Weltmeisterschaft                     | 1979 | Pyongyang  | PRK  | letzte 64        | letzte 32        | letzte 64  | 17   |
| FRG     | World Cup                             | 1989 | Nairobi    | KEN  | 5                |                  |            |      |

## Veröffentlichungen
- Zsolt-Georg Böhm: Mein Wunder von Bern: Kindheit, Flucht und Karriere eines siebenbürgischen Tischtennisspielers (Autobiografie), Bonn, Hermannstadt: Schiller-Verlag 2013, ISBN 978-3-944529-02-8.
- Zsolt-Georg Böhm: Die Pontifex-Botschaft (Roman), Bremen, Musketier-Verlag 2018, ISBN 978-3-946635-09-3.